# Амаги (авианосец)
«Амаги» — авианосец типа «Унрю» Императорского флота Японии (яп. 大日本帝国海軍 дай ниппон тэйкоку кайгун) времен Второй мировой войны.
Вступил в строй 10 августа 1944 года.

## Служба
После вступления в строй 10 августа 1944 года (командир — капитан 1 ранга Ямамори Каменосуке) корабль вошел в состав 1-й дивизии авианосцев, перешел в Оита и стал флагманом командующего Мобильным флотом вице-адмирала Одзава.
В период с сентября по декабрь «Амаги» не покидал пределов Внутреннего моря и занимался боевой подготовкой, курсируя между Гунтаном, Куре и Хасирадзимой.
Между тем 23 октября капитана 1 ранга Ямамори на посту командира корабля сменил капитан 1 ранга Миядзаки Тосио, в декабре сменился и командир 1-й дивизии авианосцев — вместо контр-адмирала Комура Кэйдзо им стал контр-адмирал Обаяси Суео.
15 февраля 1945 года «Амаги» пришёл в Куре и присоединился к уже находившемуся там «Кацураги».
19 марта во время налета на Куре американской палубной авиации, попадание одной бомбы причинило незначительные повреждения 127-мм артустановке и кормовому подъемнику.
20 апреля 1945 года корабль по неизвестным причинам был выведен в резерв и подчинен 4-му военно-морскому району Куре, тогда как однотипный «Кацураги» остался в составе действующего флота. В тот же день капитан 1 ранга Миядзаки принял командование над «Кацураги», на него также была возложена ответственность и за «Амаги», на котором оставался сильно сокращенный экипаж.
24 июля во время налета американской палубной авиации на Куре корабль подвергся удару 30, а затем ещё 20 самолётов и получил следующие повреждения: одна бомба попала в среднюю часть между самолётоподъёмниками и взорвалась на верхней ангарной палубе, взрывом была сильно повреждена ангарная палуба, полетная палуба деформирована на значительном протяжении, а секция длиной примерно 60 м была разрушена, затоплено кормовое машинное отделение левого борта; от очень близкого взрыва бомбы у левого борта корпус получил серьёзные разрушения, котельные N 3, 4, 5 и 6 были затоплены, повреждено зенитное орудие; от близкого взрыва бомбы у правого борта в носовой части затоплен носовой погреб авиационного боезапаса; в полетную палубу около надстройки попал один реактивный снаряд (см. схему повреждений). Дальнейшее поступление воды было предотвращено, несмотря на затопления опасности гибели корабля не существовало.
28 июля во время нового воздушного рейда на Куре авианосец был атакован двумя группами по 30 палубных самолётов и 11 бомбардировщиками B-24. В результате корабль получил одно попадание бомбы в среднюю часть полетной палубы у левого борта, многочисленные близкие разрывы привели к новым разрушениям подводной части корпуса, новым затоплениям и росту крена на левый борт. К 10.00 29 июля «Амаги» с креном 70° лег на грунт. Корабль был покинут, а все ценное оборудование по возможности снято.
30 ноября 1945 года авианосец был исключен из списков флота.
В 1947 году его корпус подняли и продали на слом.